# Futbol Club Encamp
Il Futbol Club Encamp, abbreviato in FC Encamp o semplicemente Encamp è una società calcistica andorrana. Fondato nel 1950, fa riferimento alla parrocchia civile di Encamp.
Il club possiede anche una sezione di calcio a 5.

## Storia
Ha vinto il titolo nazionale nella stagione inaugurale della Primera Divisió (1995-1996), ripetendosi poi nel 2001-2002. In conseguenza di due retrocessioni nella seconda serie, ha vinto i titoli 2005-2006 e 2008-2009.
Al termine della stagione 2010-2011 il club è retrocesso in Segona Divisió per la terza volta nella sua storia.

## Palmarès

### Competizioni nazionali
- Campionato andorrano: 2

1995-1996, 2001-2002
- Campionato di Segona Divisió: 3

2005-2006, 2008-2009, 2011-2012

### Altri piazzamenti
- Campionato andorrano:

Secondo posto: 2002-2003
Terzo posto: 1996-1997, 1997-1998, 1998-1999

## Partecipazioni alle coppe europee
| Competizione    | G | V | N | P | GF | GS |
| --------------- | - | - | - | - | -- | -- |
| Coppa UEFA      | 2 | 0 | 0 | 2 | 0  | 13 |
| Coppa Intertoto | 2 | 0 | 0 | 2 | 1  | 7  |

## Calcio a 5
Vanta sette titoli nel futsal, conquistati nelle stagioni 2000-2001, 2005-2006, 2006-2007, 2009-2010, 2010-2011, 2011-2012 e 2012-2013 del campionato andorrano, che ne fanno la squadra più titolata nella Lliga Nacional de Futsal.